# Andrzej Jaktorowski
Andrzej Jaktorowski z Jaktorowa herbu Poraj (zm. ok. 1538) – kasztelan brzeziński w 1535 roku, dworzanin królewski w 1503 roku, starosta Kcyni w latach 1515–1538, starosta Śremu w latach 1523–1538.